# Charinus mysticus
Charinus mysticus is een soort zweepspin (Amblypygi). Hij komt voor in Brazilië, waar het holotype komt uit Gentil do Ouro, Encantados Cave, Bahia.